# Liste der Brücken über die Sorne
Die Liste der Brücken über die Sorne enthält die Übergänge über die Sorne von der Quelle bei Les Genevez bis zur Mündung bei Delémont in die Birs.

## Brückenliste
62 Brücken führen über den Fluss: 44 Strassen- und Feldwegbrücken, 14 Fussgängerbrücken, zwei Eisenbahnbrücken, ein Wehrsteg und ein Aquädukt.

### Verwaltungskreis Berner Jura
14 Brücken und Stege überspannen den Fluss in der Gemeinde Petit-Val.
| Bild | Name                       | Ort      | Lage | Funktion                          | Konstruktion  | Material | Länge in m | Höhe m ü. M. | Bemerkungen                                                                                           |
| ---- | -------------------------- | -------- | ---- | --------------------------------- | ------------- | -------- | ---------- | ------------ | --- |
|      | Unbenannte Brücke          | Châtelat |      | Feldwegbrücke                     | Bachdurchlass | Beton    | 4          | 882          | |
|      | Unbenannte Brücke          | Châtelat |      | Feldwegbrücke                     | Bachdurchlass | Beton    | 6          | 827          | |
|      | Unbenannter Steg           | Châtelat |      | Feldwegbrücke                     | Balkenbrücke  | Beton    | 2          | 809          | |
|      | Unbenannte Brücke          | Châtelat |      | Feldwegbrücke                     | Bachdurchlass | Beton    | 5          | 806          | |
|      | Unbenannte Brücke          | Châtelat |      | Feldwegbrücke                     | Balkenbrücke  | Beton    | 10         | 797          | Alte Strasse von Châtelat nach Sornetan                                                               |
|      | Unbenannte Brücke          | Monible  |      | Feldwegbrücke                     | Balkenbrücke  | Beton    | 6          | 791          | Höchstgewicht 3 t                                                                                     |
|      | Unbenannte Brücke          | Monible  |      | Feldwegbrücke                     | Balkenbrücke  | Beton    | 6          | 789          | Höchstgewicht 3 t                                                                                     |
|      | Bif. sur le Pichoux-Brücke | Monible  |      | Strassenbrücke (zweispurig) 1371  | Bachdurchlass | Beton    | 20         | 788          | Höchstgeschwindigkeit 80 km/h Verbindungsstrasse nach Sornetan MOBIJU-Buslinie 21 (Moutier–Bellelay)  |
|      | Planche aux Boeuf-Brücke   | Sornetan |      | Strassenbrücke (einspurig)        | Bachdurchlass | Beton    | 10         | 776          | Zufahrtsstrasse zu Planche aux Boeufs 41                                                              |
|      | Unbenannter Steg           | Sornetan |      | Feldwegbrücke                     | Bachdurchlass | Beton    | 3          | 773          | |
|      | Unbenannte Brücke          | Sornetan |      | Feldwegbrücke                     | Bachdurchlass | Beton    | 3          | 769          | |
|      | Unbenannte Brücke          | Sornetan |      | Feldwegbrücke                     | Bachdurchlass | Beton    | 2          | 759          | |
|      | Unbenannte Brücke          | Sornetan |      | Strassenbrücke (zweispurig) 248.4 | Bachdurchlass | Beton    | 15         | 731          | Höchstgeschwindigkeit 80 km/h Veloland-Route 23 Basel–Franches-Montagnes (Etappe 2 Delémont–Tramelan) |
|      | Le Pichoux-Brücke          | Sornetan |      | Strassenbrücke (zweispurig) 526   | Bachdurchlass | Beton    | 10         | 698          | Höchstgeschwindigkeit 80 km/h Veloland-Route 23 Basel–Franches-Montagnes (Etappe 2 Delémont–Tramelan) |

### Bezirk Delsberg
32 Brücken und Stege überspannen den Fluss in den Gemeinden Haute-Sorne und Courtételle.
| Bild                           | Name                                  | Ort         | Lage | Funktion                                                         | Konstruktion    | Material | Länge in m | Höhe m ü. M. | Bemerkungen |
| ------------------------------ | ------------------------------------- | ----------- | ---- | ---------------------------------------------------------------- | --------------- | -------- | ---------- | ------------ | --- |
| Übergangsstelle (Oktober 2022) | Unbenannte Brücke                     | Undervelier |      | Fussgängerbrücke (ehemalig)                                      | Bogenbrücke     | Stein    | 8          | 581          | Sehr alte Steinbogenbrücke überquerte den Fluss an dieser Stelle. |
|                                | Unbenannter Steg                      | Undervelier |      | Wehrbrücke                                                       | Balkenbrücke    | Beton    | 28         | 576          | Lac Vert Wehrsteg Übergang ist nicht behindertengerecht (Treppen) |
|                                | Unbenannte Brücke                     | Undervelier |      | Feldwegbrücke                                                    | Balkenbrücke    | Beton    | 8          | 569          | |
|                                | Blanches Fontaines-Brücke             | Undervelier |      | Strassenbrücke (zweispurig) 526                                  | Bogenbrücke     | Beton    | 18         | 553          | Höchstgeschwindigkeit 80 km/h Veloland-Route 23 Basel–Franches-Montagnes (Etappe 2 Delémont–Tramelan)                                                                                           |
|                                | Unbenannter Steg                      | Undervelier |      | Fussgängerbrücke                                                 | Bogenbrücke     | Stein    | 12         | 548          | Brücke mit Gras überwachsenem Boden |
|                                | Unbenannte Brücke                     | Undervelier |      | Strassenbrücke (einspurig)                                       | Balkenbrücke    | Beton    | 6          | 541          | Parkplatz für Gebäude Les Corbets 1. |
|                                | Coin Dessus-Brücke                    | Undervelier |      | Strassenbrücke (zweispurig)                                      | Balkenbrücke    | Beton    | 8          | 535          | Höchstgeschwindigkeit 30 km/h |
|                                | Route Principale-Brücke               | Undervelier |      | Strassenbrücke (zweispurig) mit Trottoirs 248.4                  | Balkenbrücke    | Beton    | 25         | 534          | Rekonstruiert 1980 Höchstgeschwindigkeit 50 km/h MOBIJU-Buslinie 52 (Bassecourt–Soulce) Veloland-Route 23 Basel–Franches-Montagnes (Etappe 2 Delémont–Tramelan) Wanderweg                       |
|                                | Unbenannter Steg                      | Undervelier |      | Fussgängerbrücke                                                 | Balkenbrücke    | Holz     | 8          | 533          | Brücke mit abschliessbarem Tor Wanderweg |
|                                | Unbenannter Steg                      | Undervelier |      | Wehrbrücke                                                       | Balkenbrücke    | Beton    | 25         | 529          | Des Forges Wehrsteg Übergang ist nicht behindertengerecht (Treppen) Wanderweg |
|                                | Unbenannte Brücke                     | Undervelier |      | Aquäduktbrücke                                                   | Balkenbrücke    | Beton    | 30         | 525          | Forges Kanalbrücke |
|                                | Unbenannte Brücke                     | Undervelier |      | Feldwegbrücke                                                    | Balkenbrücke    | Beton    | 8          | 523          | |
|                                | La Jacoterie-Brücke                   | Bassecourt  |      | Strassenbrücke (zweispurig)                                      | Balkenbrücke    | Beton    | 15         | 521          | Wanderweg Zufahrt zur Hofsiedlung La Jacoterie |
|                                | Unbenannter Steg                      | Bassecourt  |      | Fussgängerbrücke                                                 | Balkenbrücke    | Beton    | 10         | 518          | Brücke mit abschliessbarem Tor Übergang ist nicht behindertengerecht (Treppe) |
|                                | Unbenannter Steg                      | Bassecourt  |      | Fussgängerbrücke                                                 | Balkenbrücke    | Beton    | 10         | 508          | MOBIJU-Buslinie 50 (Bassecourt–Courfaivre) |
|                                | Berlincourt-Brücke                    | Bassecourt  |      | Strassenbrücke (zweispurig)                                      | Bogenbrücke     | Stein    | 8          | 493          | Gebaut 1865, verschönert 1893 mit einem Kruzifix aus Gusseisen, renoviert 1982. Höchstgeschwindigkeit 50 km/h Veloland-Route 23 Basel–Franches-Montagnes (Etappe 2 Delémont–Tramelan) Wanderweg |
|                                | Unbenannter Steg                      | Bassecourt  |      | Wehrbrücke                                                       | Fachwerkbrücke  | Stahl    | 12         | 482          | Private Brücke mit Leiterzugang |
|                                | Rue de la Combe-Brücke                | Bassecourt  |      | Strassenbrücke (zweispurig) mit Trottoir                         | Balkenbrücke    | Beton    | 15         | 481          | Gebaut 1998 Höchstgeschwindigkeit 50 km/h |
|                                | Pont de Village                       | Bassecourt  |      | Fussgängerbrücke                                                 | Gedeckte Brücke | Holz     | 17         | 479          | Gedeckte Holzbrücke, gebaut 1987 |
|                                | SBB-Brücke                            | Bassecourt  |      | Eisenbahnbrücke (eingleisig)                                     | Balkenbrücke    | Beton    | 20         | 479          | Höchstgeschwindigkeit 125 km/h Bahnstrecke Delémont–Delle |
|                                | Rue de l'Abbé Monnin-Brücke           | Bassecourt  |      | Strassenbrücke (zweispurig) mit Trottoirs und Velostreifen       | Bogenbrücke     | Stein    | 15         | 476          | Höchstgeschwindigkeit 80 km/h MOBIJU-Buslinien 51 (Montavon–Bassecourt) und 52 (Bassecourt-Soulce) Wanderweg                                                                                    |
|                                | Unbenannter Steg                      | Bassecourt  |      | Fussgängerbrücke                                                 | Balkenbrücke    | Stahl    | 14         | 475          | Brücke mit Holzsteg |
|                                | Rue des Cloutiers-Brücke              | Bassecourt  |      | Strassenbrücke (zweispurig)                                      | Bogenbrücke     | Stein    | 12         | 473          | Brücke mit Kopfsteinpflaster-Fahrbahndecke Höchstgeschwindigkeit 50 km/h, Höchstgewicht 28 t |
|                                | Rue du Vieux Moulin-Brücke            | Bassecourt  |      | Strassenbrücke (zweispurig) mit Trottoirs und Fussgängerstreifen | Balkenbrücke    | Beton    | 15         | 472          | Verbot für Lastwagen: Lieferungen gestattet Höchstgeschwindigkeit 50 km/h MOBIJU-Buslinie 50 (Bassecourt–Courfaivre) Wanderweg                                                                  |
|                                | Unbenannte Brücke                     | Bassecourt  |      | Strassenbrücke (zweispurig)                                      | Balkenbrücke    | Beton    | 125        | 465          | Eröffnet 1998 Höchstgeschwindigkeit 60 km/h Verbindungsstrasse zum A16-Autobahn-Anschluss 9 (Bassecourt)                                                                                        |
|                                | La Passerelle-Brücke                  | Courfaivre  |      | Strassenbrücke (einspurig)                                       | Balkenbrücke    | Beton    | 25         | 460          | Ersetzte Holzsteg von 1971 |
|                                | Neufs Champs-Brücke                   | Courfaivre  |      | Strassenbrücke (zweispurig)                                      | Bogenbrücke     | Stein    | 15         | 454          | Höchstgeschwindigkeit 50 km/h |
|                                | Route de Develier-Brücke              | Courfaivre  |      | Strassenbrücke (zweispurig) mit Rohrleitung am Brückengeländer   | Bogenbrücke     | Stein    | 18         | 453          | Schleudergefahr: Ohne Winterdienst Höchstgeschwindigkeit 50 km/h, Höchstgewicht 3,5 t Veloland-Route 23 Basel–Franches-Montagnes (Etappe 2 Delémont–Tramelan)                                   |
|                                | Unbenannte Brücke                     | Courfaivre  |      | Fussgänger- und Velobrücke                                       | Bogenbrücke     | Holz     | 22         | 448          | Gebaut 2008 Veloland-Route 23 Basel–Franches-Montagnes (Etappe 2 Delémont–Tramelan) Wanderweg                                                                                                   |
|                                | Chemin de Chaux-Brücke                | Courtételle |      | Strassenbrücke (zweispurig) mit Rohrleitung am Brückengeländer   | Balkenbrücke    | Beton    | 15         | 438          | Höchstgeschwindigkeit 50 km/h |
|                                | Bringold-Brücke (Rue du Vieux Moulin) | Courtételle |      | Strassenbrücke (zweispurig)                                      | Balkenbrücke    | Beton    | 18         | 433          | Gebaut 2011 Höchstgeschwindigkeit 50 km/h |
|                                | Rue Saint-Maurice-Brücke              | Courtételle |      | Strassenbrücke (zweispurig) mit Trottoirs und Velostreifen       | Balkenbrücke    | Beton    | 20         | 429          | Rekonstruiert 1977 Höchstgeschwindigkeit 80 km/h MOBIJU-Buslinie 2 (Cras-des-Fourches−Delémont−Courtételle) Wanderweg                                                                           |
|                                | Route de la Communance-Brücke         | Courtételle |      | Strassenbrücke (zweispurig)                                      | Balkenbrücke    | Beton    | 40         | 423          | Andere Gefahren: Fahrräder Höchstgeschwindigkeit 60 km/h MOBIJU-Buslinie 2 (Cras-des-Fourches−Delémont−Courtételle)                                                                             |

### Delémont
16 Brücken und Stege überspannen den Fluss in der Stadt Delémont.
| Bild                           | Name                                   | Ort      | Lage | Funktion                                                                                              | Konstruktion | Material | Länge in m | Höhe m ü. M. | Bemerkungen |
| ------------------------------ | -------------------------------------- | -------- | ---- | --- | ------------ | -------- | ---------- | ------------ | --- |
|                                | Viaduc de la Communance (A16-Autobahn) | Delémont |      | Autobahnbrücke (vierspurig)                                                                           | Balkenbrücke | Beton    | 589        | 420          | Brücke auf 18 Pfeilern, gebaut 2001–2003 Höchstgeschwindigkeit 120 km/h |
|                                | Unbenannte Brücke                      | Delémont |      | Strassenbrücke (einspurig)                                                                            | Bogenbrücke  | Beton    | 18         | 419          | Veloland-Route 64 Lötschberg–Jura (Etappe 4 Delémont–Boncourt) |
|                                | Passage des Apprentis-Steg             | Delémont |      | Fussgänger- und Velobrücke                                                                            | Bogenbrücke  | Holz     | 20         | 413          | |
|                                | Passage du Patouillet-Brücke           | Delémont |      | Strassenbrücke (einspurig)                                                                            | Balkenbrücke | Beton    | 22         | 412          | Veloland-Route 23 Basel–Franches-Montagnes (Etappe 1 Basel–Delémont) Wanderweg Zufahrt zum Stadium La Blancherie |
|                                | Rue de la Blancherie-Brücke            | Delémont |      | Strassenbrücke (zweispurig) mit Trottoir und Velostreifen                                             | Balkenbrücke | Beton    | 190        | 412          | Höchstgeschwindigkeit 50 km/h MOBIJU-Buslinie 8 (Moutier/Rebeuvelier–Courrendlin–Delémont–Develier–Bourrignon–Charmoille) |
|                                | Pont-Neuf-Brücke                       | Delémont |      | Strassenbrücke (zweispurig) mit Trottoirs                                                             | Balkenbrücke | Beton    | 16         | 410          | MOBIJU-Buslinie 3 (Delémont, Gare–Vieille ville) |
|                                | Maltière-Brücke                        | Delémont |      | Fussgänger- und Velobrücke                                                                            | Bogenbrücke  | Stein    | 15         | 410          | Historische Steinbogenbrücke, gebaut im 15. Jahrhundert, renoviert 1637 Kantonales Kulturgut, KGS-Nr. 3524 Wanderland-Route 31 Chemin du Jura (Etappe 1 Delémont–Lucelle) und Route 80 ViaJura (Etappe 3 Laufen–Delémont)                                                                              |
|                                | Rue de la Molière-Brücke               | Delémont |      | Strassenbrücke (zweispurig) mit Barriere und Trottoir in der Brückenmitte                             | Balkenbrücke | Beton    | 15         | 409          | |
|                                | Avenue de la Gare-Brücke               | Delémont |      | Strassenbrücke (zweispurig) mit Trottoirs                                                             | Balkenbrücke | Beton    | 20         | 409          | Höchstgeschwindigkeit 50 km/h MOBIJU-Buslinie 2 (Cras-des-Fourches−Delémont−Courtételle) Mountainbikeland-Route 3 Jura Bike (Etappe 3 Delémont–St-Ursanne) Wanderland-Route 80 ViaJura (Etappe 4 Delémont–Moutier)                                                                                     |
|                                | Unbenannte Brücke                      | Delémont |      | Fussgänger- und Velobrücke                                                                            | Balkenbrücke | Beton    | 14         | 408          | |
|                                | Rue Pré-Guillaume-Brücke               | Delémont |      | Strassenbrücke (zweispurig) mit Trottoirs                                                             | Balkenbrücke | Beton    | 16         | 408          | Einbahnstrasse (Fahrtrichtung Ost) Einfahrt verboten (Fahrtrichtung West): Ausgenommen Fahrrad/Mofa Höchstgeschwindigkeit 50 km/h Die hydrometrische Messstation Sorne - Delémont, Pré-Guillaume (2640) vom Bundesamt für Umwelt (BAFU) befindet sich auf der rechten Flussseite unterhalb der Brücke. |
|                                | Rue de l'Avenir-Brücke                 | Delémont |      | Strassenbrücke (zweispurig) mit Trottoirs                                                             | Balkenbrücke | Beton    | 20         | 408          | Saniert 2017–2019 Höchstgeschwindigkeit 50 km/h MOBIJU-Buslinie 3 (Delémont, Gare–Vieille ville) |
|                                | Collège-Steg                           | Delémont |      | Fussgänger- und Velobrücke                                                                            | Balkenbrücke | Stahl    | 30         | 407          | Gebaut 2016/17 |
|                                | Haut Fourneau-Steg                     | Delémont |      | Fussgänger- und Velobrücke                                                                            | Balkenbrücke | Stahl    | 33         | 407          | Gebaut 2017, ersetzte Holzbrücke von 1992 Mountainbikeland-Route 3 Jura Bike (Etappe 1 Laufen–Delémont) Wanderweg |
| Übergangsstelle (Oktober 2022) | Morépont-Steg                          | Delémont |      | Fussgängerbrücke (ehemalig)                                                                           | Balkenbrücke | Holz     | 25         | 406          | Brücke ist in den 2010er Jahren aus Sicherheitsgründen entfernt worden. Neubau ist geplant. |
|                                | Rue Auguste Quiquerez-Brücke           | Delémont |      | Strassenbrücke (dreispurig) mit Trottoirs, einspurig Fahrtrichtung Süd, zweispurig Fahrtrichtung Nord | Balkenbrücke | Beton    | 26         | 406          | Höchstgeschwindigkeit 50 km/h MOBIJU-Buslinie 6 (Châtillon–Delémont–Soyhières–Pleigne/Roggenburg) |
|                                | SBB-Brücke                             | Delémont |      | Eisenbahnbrücke (eingleisig)                                                                          | Balkenbrücke | Stahl    | 20         | 405          | Höchstgeschwindigkeit 95 km/h Bahnstrecke Basel–Delémont–Biel |